# Agent Orange

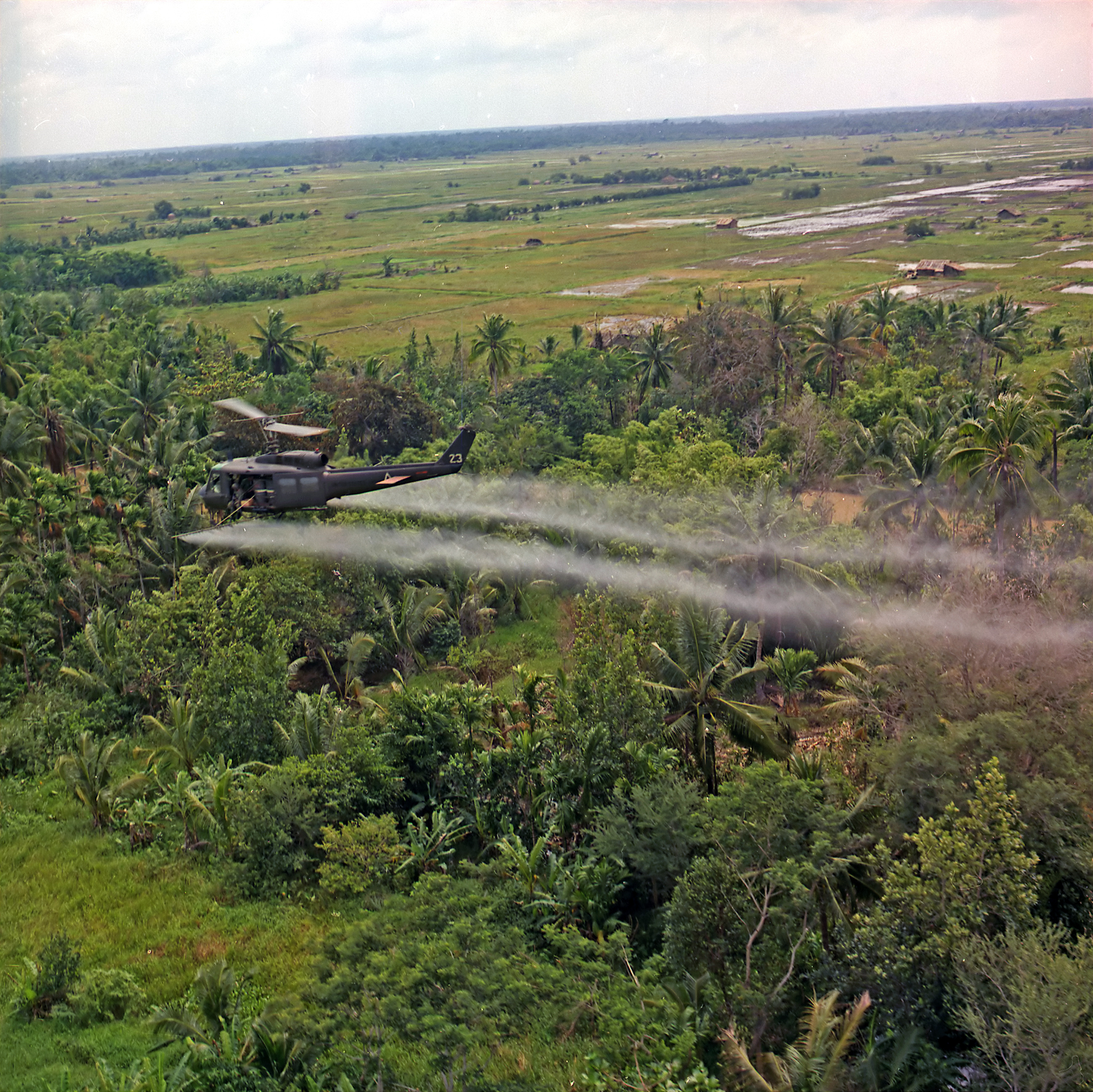
1969. július 26: az amerikai hadsereg 336. légi századának egyik UH–1D helikoptere a Mekong-deltavidék sűrű dzsungele felett lombozatirtó szert permetez

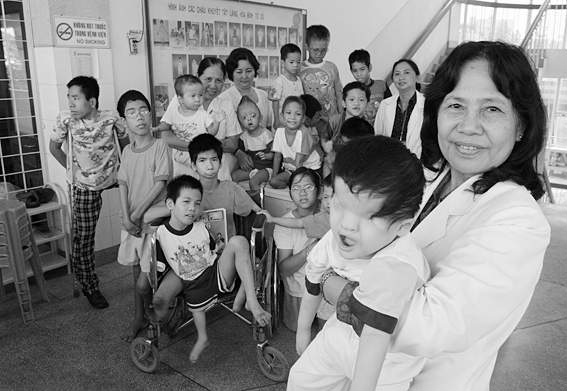
Az Agent Orange áldozatai, fejlődési rendellenességgel küzdő gyerekek csoportja

Az Agent Orange (am.: „narancssárga hatóanyag”) az USA hadserege által a vietnámi háború Ranch Hand hadművelete során bevetett növényirtószer, amely fantázianevét a szállítására szolgáló narancsszínű hordókról kapta. Az Agent Orange egy nagy hatékonyságú herbicid (gyomirtó szer) és defoliáns (a növény lombozatának elvesztését okozó szer).
Az amerikai hadsereg növényirtó hadjáratában 1961 és 1971 között az úgynevezett „szivárványszínű herbicidek” közül messze az Agent Orange-t használták a legtöbbet. Az Agent Orange, valamint az Agent Purple, Agent Pink és Agent Green gyártási folyamatából adódóan a szereket dioxin szennyezte be, és a vietnámi háború alatt az ágenseknek kitett személyek egészségi problémái a dioxinra vezethetők vissza. A kampányban használták még az Agent Blue és Agent White szereket is, ám ezek nem tartalmaztak dioxint.
A vietnámi háború alatt több mint 79 millió liter Agent Orange-t permeteztek szét. A háború utáni vietnámi kormány becslése szerint 4,8 millió lakos volt kitéve az Agent Orange hatásainak, amely 400 000 ember halálát és 500 000 torzszülött gyermek születését okozta.

## Felfedezése és korai használata
Az anyag egyik legkorábbi változatát, a trijódbenzoesavat Arthur Galston tanulmányozta növény-növekedési hormonként. Galston kutatásának célja az volt, hogy a szójabab termesztési idejét lecsökkentse. A trijódbenzoesavat Galston 1943-ban fedezte fel, és már akkor aggasztotta a vegyület emberre és környezetre gyakorolt mellékhatása.
Galston kutatásai során kiderítette, hogy a szer túlzott használata katasztrofális lombhulláshoz vezet. Ezt a hatást később Ian Sussex kollégája egy gyomirtó termékcsalád kifejlesztésénél alkalmazta. Galston a vietnámi használat ellen szállt síkra. A kongresszusi meghallgatásig is eljutott, és ennek következtében az amerikai kormányzat abbahagyta a szer alkalmazását Vietnámban. Ez egyike volt azon eseteknek, amikor egy tudósnak sikerült a politikát jó irányban befolyásolnia.
A fenoxil alapú szerek egy növényi növekedési hormont, az indolecetsavat utánozzák. Széles levelű növényekre permetezve gyors és irányíthatatlan növekedéshez vezetnek, amelyek előbb vagy utóbb a levelek lehullását okozzák. Búzára és kukoricára permetezve a szer csak a nagy levelű gyomokat irtja ki, a haszonnövényekre nem hat. A szert először 1946-ban a Puerto Ricó-i Aguadilla mezőgazdasági létesítményeiben használták, és az 1950-es évek közepére már széles körben elterjedt.

## Összetevői
Az Agent Orange nevét arról a 210 literes, narancssárga csíkos hordóról kapta, amelyben a szert szállították. Az Agent Orange egy nagyjából 1:1 arányú keveréke két fenoxilalapú gyomirtó izo-oktil észter formájának, a 2,4-diklór-fenoxi-ecetsavnak (2,4-D) és a 2,4,5-triklór-fenoxi-ecetsavnak (2,4,5-T).
A 2,4-D hatóanyag önmagában is egészségkárosító anyag: megtámadja a központi idegrendszert és a májat; a hosszútávú expozíció bizonyos rákfajták előfordulásának esélyét növeli. Természetes körülmények között rendkívül lassan bomlik, a földigilisztákra kifejezetten veszélyes, a talajban és felszín alatti vizekben hosszan kimutatható. Köztes bomlástermékei is viszonylag stabilak, a kétszikű növények fejlődésében okozhatnak rendellenességeket. Az anyag az eredeti kijuttatási területtől nagy távolságra eljuthat illetve ott felhalmozódhat.
A 2,4,5-T kereskedelmi forgalomba eredetileg Weedone néven került, Magyarországon Tormona 100 és Trifenoxin 100 néven jelent meg; szintén a kétszikűek növekedését gátolja. Ezen második összetevőt az emberi szervezetre és a környezetre való káros hatásai miatt azóta a világ számos országában, köztük Magyarországon is betiltották.

2,4-D

2,4,5-T

A szert gyártó cégek belső feljegyzéseiből kiderült, hogy az amerikai kormánynak Vietnámba szállított Agent Orange dioxintartalma már ismert volt, mivel a 2,3,7,8-tetraklór-dibenzo-p-dioxin (TCDD) a 2,4,5-T gyártásának egyik mellékterméke volt. Az amerikai toxikológiai program osztályozása szerint a TCDD rákkeltő hatású az emberben, és gyakran hozzák kapcsolatba lágyrész szarkómával, non-Hodgkin limfómával, Hodgkin-kórral és krónikus limfocitás leukémiával. Az Institute of Medicine egyik tanulmánya kapcsolatot talált a dioxin-mérgezés és a cukorbetegség között.
Három tanulmány szerint a vietnámi veteránok gyermekeinél nagyobb az akut myeloid leukémia esélye, és ez az Agent Orange-hez köthető. Több más betegséget is az Agent Orange hatásainak tudnak be, de bizonyítható kapcsolatot a tanulmányok nem mutattak ki.
Az Európai Unió Seveso II ipari katasztrófavédelmi direktíváját kiváltó 1976-os olaszországi, sevesói dioxin-kiszabadulásnál csupán 1 kg TCDD került a szabadba. A szennyezés miatt akkor 80 000 háziállat kényszervágását rendelték el, és több ezer ember került kapcsolatba a vegyszerrel.

## Használata a vietnámi háborúban

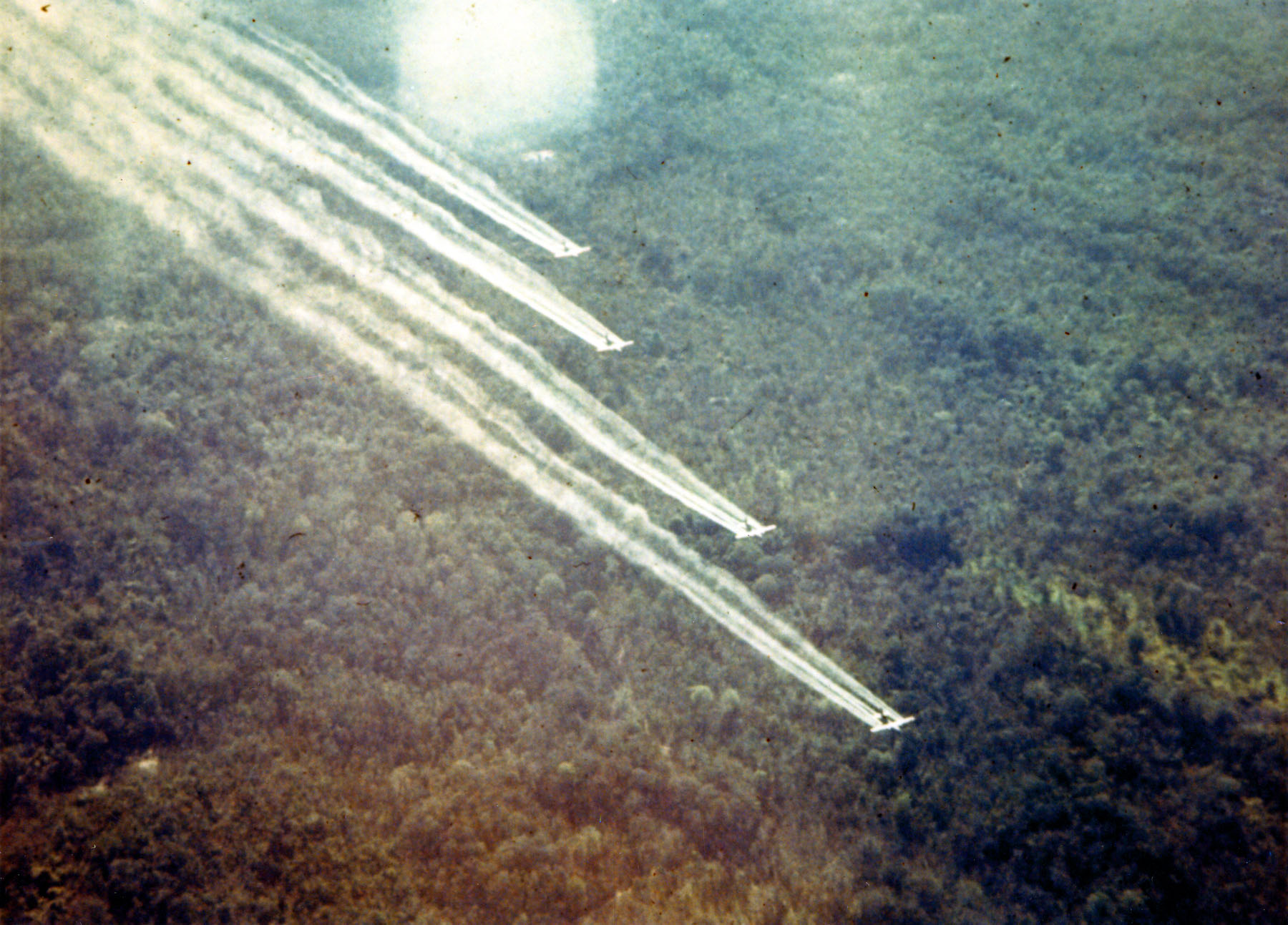
A Ranch Hand hadműveletben részt vevő C–123 Providerek lombirtót permeteznek

A vietnámi háborúban 1962 és 1971 között az amerikai haderők 77 millió liter lombirtó vegyületet permeteztek Dél-Vietnámra. A permetezés fő célja a sűrű dzsungellombozat ritkítása volt, hogy az ellenséges, kommunista erők ott ne találjanak fedezéket és ne termeszthessenek élelmiszert. A második cél katonai szempontból érzékeny területek, például támaszpontok peremterületeinek megtisztítása volt. A lombirtás további célja az volt, hogy a polgári lakosságot a dél-vietnámiak által ellenőrzött területekre tereljék.

### Egészségügyi hatásai
A vietnámi külügyminisztérium szerint 4,8 millió vietnámi volt kitéve az Agent Orange hatásainak, amely 400 000 ember halálát és 500 000 torzszülött gyermek születését okozta. A legérintettebb területek közé tartozik a Troung Song vidéke, valamint a vietnámi-kambodzsai határvidék. Az érintett lakosok komfort nélküli körülmények között élnek, számos örökletes betegséget hordozva.
Vietnám lakosai a mai napig érzik az Agent Orange hatásait: a szer bekerült a táplálékláncba, amelynek az emberi következményei aggasztóak. A vegyszer súlyos bőrbetegségeket, valamint tüdő-, gége- és prosztata-rákot okozhat. Az Agent Orange permetezési területein született gyermekek számos egészségügyi gonddal küzdenek, többek között nyúlszájúsággal, értelmi fogyatékossággal, sérvekkel, valamint sokujjúsággal.

### Felismerése
A 21. század elejéig az Agent Orange vietnámi használatára vonatkozó adatok nagy részét vietnámi tudósok gyűjtötték be, és a kutatásaik eredményei angolul nagyrészt elérhetetlenek voltak. A Vietnámban elterjedt nézőpont szerint az Agent Orange hatásai egyértelműen megfigyelhetők az érintett területek lakosságán, illetve a volt katonák leszármazottain. A veteránokat különös mértékben aggasztja az Agent Orange emberi szervezetre gyakorolt hatása. Az amerikai katonákat Vietnámban arról tájékoztatták, hogy a vegyszer ártalmatlan. Az elmúlt években ez az álláspont megváltozott, és tanulmányok mutatják ki a vegyszer emberekre gyakorolt hatásait.
A kanadai The Hatfield Group több mint egy évtizeden át végzett tanulmányokat az Agent Orange hosszútávú környezeti hatásairól. A csoport kutatása azt állapította meg, hogy a háború alatt Agent Orange-dzsel lepermetezett területek napjainkra már nem tartalmaznak mérhető koncentrációjú dioxint, és nem veszélyesek az egészségre. A Vietnám területén található volt amerikai katonai bázisok esetén azonban még mindig magas szintű dioxin-szennyezés mérhető, ahol a defóliáns vegyszereket tárolták illetve repülőgépekbe töltötték. Ezek a „dioxin hotspotok” továbbra is egészségügyi kockázatot jelentenek a szomszédos települések számára. A Bien Hoa-i, a Da Nang-i és a Phu Cat-i légitámaszpontok méregtelenítését vagy megtisztítását a vietnámi kormány elsőbbségi ügyként kezeli.

### Az amerikai kormány beismerése
A közelmúltig az amerikai kormány nem nyilatkozott az Agent Orange vietnámi hatásairól. 2002-ben Vietnám és az USA közös konferenciát tartott az Agent Orange emberi egészségre és környezetre gyakorolt hatásairól. A konferenciát követően az amerikai nemzeti környezettudományi és egészségvédelmi intézet (NIEHS) tudományos csereprogramot kezdeményezett az USA és Vietnám között, valamint közös, az Agent Orange hatásait vizsgáló kutatóprogram beindításáról kezdeményezett tárgyalásokat.
Ezek a tárgyalások 2005-ben megrekedtek, amikor is a felek nem tudtak megegyezni a kutatás részleteiről, így a kutatóprogramot is törölték. 2005-től kezdve az amerikai kormány környezetvédelmi szervezete, az EPA a vietnámi kormánnyal együttműködve megkezdte a Da Nang-i légitámaszpont dioxinszennyezettségének felmérését. Szintén 2005-ben vietnámi és amerikai kormányzati szereplők megalapították az Agent Orange közös tanácsadói szervezetét, amely keretén belül évente szerveznek tárgyalásokat a dioxinszennyezés megtisztítása, műszaki segítségnyújtás és tudományos együttműködési témákban.
Az egyik legnagyobb áttörést George W. Bush elnök 2006-os hivatalos vietnámi útja jelentette. Bush amerikai és Triet vietnámi elnök közös beszédében hangsúlyozta a vietnámi háborúból származó dioxinszennyezés hosszútávú egészségügyi és környezetvédelmi hatásainál az együttműködés fontosságát.
2007 májusában Bush elnök az iraki és afganisztáni háborúk többletköltségvetésén belül egy 3 millió dolláros keretet biztosított a dioxinnal szennyezett volt amerikai légitámaszpontok és környezetük megtisztítására.

## Vietnámon kívüli használata
Az amerikai hadsereg az 1940-es évek végétől az 1970-es évekig számos helyen használta az Agent Orange-ot.

### USA
Egy 2006-os beszámoló szerint az amerikai védelmi minisztérium több amerikai telephelyen is tárolta, kísérletezett vagy vizsgálta az Agent Orange-ot: Fort Gordon (Augusta, Georgia), Fort Chaffee (Fort Smith, Arkansas) illetve az Apalachicola védett erdőjében, Floridában.

### Korea
2000 szeptemberében az amerikai veteránügyi minisztérium elismerte, hogy az 1960-as évek végén Koreában is szétpermeteztek Agent Orange-ot. Magát a permetezést dél-koreai katonák végezték az Észak-Koreával határos demilitarizált zónában. A minisztérium továbbá beismerte, hogy a szert az USA területén is használták.

### Kanada
A kanadai kormány engedélyével az amerikai hadsereg titokban számos katonai növényirtószerrel kísérletezett Kanadában, többek között az Agent Orange-dzsel is. 1966 és 1967 között a új-brunswicki Gagetown támaszpont közelében található erdőkre permetezték a szereket. 2007. szeptember 12-én Greg Thompson kanadai veteránügyi miniszter bejelentette, hogy a kanadai kormány a felelősség elismerése nélkül 20 000 dolláros kárpótlást fizet mindenkinek, aki a gagetowni támaszponton kapcsolatba került az Agent Orange-dzsel.

### Guam
Miután egy volt katona az Agent Orange-dzsal összefüggésbe hozható betegséget kapott, az amerikai veteránügyi feljebbviteli bíróság megállapította, hogy Guamban is használtak mérgező gyomirtó szereket. A vietnámi háború alatt Guamban is tároltak Agent Orange-t. A CBS amerikai TV-társaság 2005-ös riportja szerint 1955-től az 1960-as évekig Agent Orange-t permeteztek Guamra, valamint a hatvanas és hetvenes években a Panama-csatorna körzetére.

### Brazília
A brazíliai kormány Agent Orange-ot permetezett szét az amazóniai esőerdőre, hogy így az amerikai Alcoa vállalat számára könnyebben megépíthető legyen a Tucuruí-gát.

## Peres esetei

### Gyártói ellen
Az 1980-as évektől kezdve számos pert indítottak az Agent Orange gyártói, többek között a Dow Chemical, a Monsanto és a Diamond Shamrock ellen. Az amerikai veteránokat tömörítő perszövetség 1984-ben 180 millió dollár kártérítést nyert el, amely szerint a legsúlyosabban érintett katonák 1200 dolláros egyszeri kártérítésben részesülnek. Az amerikai veteránügyi minisztérium szerint a vietnámi háború után már nem sokkal kezdtek a volt katonák olyan egészségügyi panaszokkal megjelenni, amelyeket Agent Orange kitettséggel lehet összefüggésbe hozni.

### A Kongresszusban
1991-ben az Amerikai Egyesült Államok Kongresszusa meghozta az Agent Orange Act törvényt, amely felhatalmazta a veteránügyi minisztériumot, hogy bizonyos egészségügyi helyzetekben arról nyilatkozhasson, hogy azt az Agent Orange vagy a dioxin okozta, és így a vietnámi veteránok jogosulttá válhatnak egészségügy kezelésre és kártérítésre. Ugyanezen törvény arra kötelezte az amerikai tudományos akadémiát, hogy a Vietnámban használt növényirtó szerekkel és a dioxinnal kapcsolatos tudományos munkákról időszakosan készítsen jelentést, és a szerek valamint az egészségi problémák összefüggéseiről és ezen összefüggések erejéről tájékoztassa a veteránügyi minisztert.
Ezen az eljáráson keresztül 1991 óta folyamatosan nő azon betegségek listája, amik összefüggésbe hozhatók az Agent Orange hatásaival. Ezen a listán szerepel többek között a prosztatarák, a légzési rendszer rákjai, a mielóma multiplex, a II. típusú cukorbetegség, a Hodgkin-kór, a nem-Hodgkin limfóma, a lágyszövetes szarkóma, a klórakné, a profíria kutanea tarda, a perifériális neuropátia, a krónikus limfocitális leukémia, valamint újszülötteknél a nyúlszáj is.

## Fordítás
Ez a szócikk részben vagy egészben az Agent Orange című angol Wikipédia-szócikk ezen változatának fordításán alapul.  Az eredeti cikk szerkesztőit annak laptörténete sorolja fel. Ez a jelzés csupán a megfogalmazás eredetét és a szerzői jogokat jelzi, nem szolgál a cikkben szereplő információk forrásmegjelöléseként.